# Горня-Лупляница
Горня-Лупляница (серб. Горња Лупљаница, хорв. Gornja Lupljanica) — населенный пункт (деревня) в общине Дервента, который принадлежит энтитету Республике Сербской, Босния и Герцеговина. По результатам югославской переписи населения 1991 года в Горня-Луплянице проживало 946 человек.

## География
Около деревни, в местности под названием Брестовци есть естественные пещеры в скалах, до двух метров в глубину и немного меньше в ширину. Местные жители называют эти пещеры амбарины. Амбарины в прошлом использовались богатыми жителями Горни Лупляницы для хранения пищевых продуктов. Из-за высокой пористости почвы амбарины довольно сухие и в них продукты портятся медленно.
У деревни протекает река. Из этой реки устроен водовод в Дервенту, построен в 1896 году. Данный водовод был единственным поставщиком питьевой воды в Дервенту до 1972 года.

## Название
Название деревни возводится к вере местных жителей, что поверхность воды, когда она увеличивает, становится везучей. Также говорится, что шум местной реки идет из-под Земли. Также есть мнение, что данный шум — это обвал камней в старом археологическом раскопе.

## История
На горных местностях есть артефакты времен палеолита. Горня Лупляница упоминается в 1461 году в книге «Radivoja Ostojic». Также есть старое здание железнодорожного вокзала, построено в 1910 году в традиционном стиле.

## Туризм
Туризму в Луплянице около 90 лет. Туристы осматривают старое здание ж/д вокзала.

## Экономика
Населения занято в сельском хозяйстве. В прошлом было множество частных мельниц.

## Население
В населении деревни преобладают сербы и хорваты, их примерно одинаковое количество.
| 1961                           | 1971 | 1981 | 1991 | - | - | - |
| ------------------------------ | ---- | ---- | ---- | - | - | - |
| 1400                           | 1390 | 1154 | 946  | - | - | - |
| Гистограмма динамики населения |      |      |      |   |   |   |

### Национальный состав
1991 год:
- Сербы — 448 (47,35 %)
- Хорваты — 479 (50,63 %)
- Югославы — 6 (0,63 %)
- Мусульмане — 2 (0,21 %)
- Другие — 11 (1,16 %)